# Campeonato Italiano de Rugby 1983-84
El Campeonato de Rugby de Italia de 1983-84 fue la quincuagésima cuarta edición de la primera división del rugby de Italia.

## Sistema de disputa
El torneo se disputó en una primera fase zonal, en la cual los equipos por su rendimiento fueron clasificados en la Zona Campeonato y en Zona de Descenso.
Los equipos clasificados a la Zona Campeonato, disputaron encuentros en condición de local y de visitante, coronándose como campeón el elenco que al final del torneo consiguió más puntos en la liguilla final.

## Desarrollo

### Zona Campeonato
- Tabla de posiciones:[1]

| Pos. | Equipo           | Encuentros | Encuentros | Encuentros | Encuentros | Tantos | Tantos | Tantos | Puntos |
| Pos. | Equipo           | PJ         | PG         | PE         | PP         | F      | C      | Dif    | Puntos |
| ---- | ---------------- | ---------- | ---------- | ---------- | ---------- | ------ | ------ | ------ | ------ |
| 1.º  | Petrarca Padova  | 14         | 13         | 0          | 1          | 330    | 124    | +206   | 26     |
| 2.º  | Benetton Treviso | 14         | 11         | 0          | 3          | 351    | 159    | +192   | 22     |
| 3.º  | Rugby Rovigo     | 14         | 8          | 0          | 6          | 210    | 185    | +25    | 16     |
| 4.º  | L'Aquila Rugby   | 14         | 7          | 0          | 7          | 231    | 143    | +88    | 14     |
| 5.º  | Rugby Parma      | 14         | 7          | 0          | 7          | 220    | 190    | +30    | 14     |
| 6.º  | San Donà         | 14         | 6          | 0          | 8          | 229    | 239    | -10    | 12     |
| 7.º  | Amatori Catania  | 14         | 4          | 0          | 10         | 132    | 294    | -162   | 8      |
| 8.º  | Lyons Rugby      | 14         | 0          | 0          | 14         | 93     | 447    | -354   | 0      |

|  | Campeón. |

| Bandera de Italia       |
| Campeón Petrarca Padova |
| Octavo título           |